# 1UP.com
O site 1UP.com, de propriedade da Ziff Davis Media, editora das populares revistas Games for Windows e Electronic Gaming Monthly, integra a 1UP Network, dona de sites como o GameVideos.com, o MyCheats.com, o GameTab.com e o FileFront.com.
Criado em 2003, o 1UP.com disponibiliza notícias, análises e entrevistas em vídeo, tudo relacionado a videogames, além de links para artigos da Games for Windows e da Electronic Gaming Monthly. Ao contrário de outros sites de videogame mais antigos,  como o GameSpot, o IGN e o GameSpy, o 1UP.com tem como objetivo, desde sua fundação, ser uma rede social para gamers. Por exemplo, o "braço" especialista em cheats, o MyCheats.com, permite aos seus membros que contribuam com a construção dos famosos "detonados" (livre tradução da expressão em inglês game guides, que nada mais são do que guias para se chegar ao final de um jogo). Gamers, editores e desenvolvedores de jogos podem criar perfis, blogs e listas de amigos, que são em seguida integrados ao conteúdo editorial.
O 1UP.com faz coberturas online semanais (como exemplo, temos as coberturas de Soul Calibur III, The Legend of Zelda: Twilight Princess e Virtua Fighter 5) que trazem novidades diárias, como entrevistas com os desenvolvedores, galeria de imagens e vídeos com gameplays.

## 1UP Radio Network
O 1UP.com hospeda diversos podcasts de áudio e vídeo. O 1UP Yours, por exemplo, é apresentado por Garnett Lee, Shane Bettenhausen e Shawn Elliot todas as semanas em que há membros disponíveis. O podcast costumava ter quatro apresentadores, mas desde 7 de março de 2008, há apenas três.